# Stănești (okręg Gorj)
Stănești – wieś w Rumunii, w okręgu Gorj, w gminie Stănești. W 2011 roku liczyła 639 mieszkańców.